# ساشا اوپینل
ساشا اوپینل (انگلیسی: Sacha Opinel؛ زادهٔ ۹ آوریل ۱۹۷۷) بازیکن فوتبال اهل فرانسه است.
از باشگاه‌هایی که در آن بازی کرده‌است می‌توان به باشگاه فوتبال ایست‌بورن بورو، باشگاه فوتبال کراولی تاون، باشگاه فوتبال کن، باشگاه فوتبال برجس هیل تاون، باشگاه فوتبال هارلو تاون، باشگاه فوتبال ابسفلیت یونایتد، باشگاه فوتبال لیل، باشگاه فوتبال پلیموث آرگیل، باشگاه فوتبال آژاکسیو، باشگاه فوتبال فارن‌بورو، باشگاه فوتبال بیلریکای، و باشگاه فوتبال لیتون اورینت اشاره کرد.